# Theチャンポラパンband
theチャンポラパンband（ざ・ちゃんぽらぱん・ばんど　2013年5月 - ）は、日本のバンド。兵庫県丹波篠山市を拠点に活動する。

## 来歴
兵庫県丹波篠山市で2013年に結成。細見和之（詩人）が自分の詩に曲を付け、ライブを中心に活動している。ジャンルはロック。細見は、2012年の2月に三好達治賞という大阪市主催の詩集に与えられる賞を49歳の時に受賞した。同年4月に有志で受賞祝賀会が行われ、それがきっかけとなって、30年ぶりに兵庫県立篠山鳳鳴高等学校時代のフォーク同好会（のちの軽音同好会）仲間とバンドの再結成が実現した。

## メンバー
- 石塚俊幸（リーダー・ギター・ボーカル）（2013年5月結成 - ）
- 細見和之（ボーカル・パーカッション）（2013年5月結成 - ）本職は京都大学教授（ドイツ思想）
- 小南稔彦（ボーカル・パーカッション・ブルースハープ）（2013年5月結成 - ）本職は株式会社コミナミの代表取締役
- 酒井重朗（ギター）（2013年5月結成 - ）
- 塚口 徹（ベース）（2013年5月結成 - ）

## 楽曲
- 『ちゃらんぽらんな生涯』（詞・曲：細見和之／歌：細見和之）
- 『帰るところ』（詞・曲：細見和之／歌：小南稔彦）
- 『蝿』（詞・曲：細見和之／歌：小南稔彦）
- 『十三駅で乗り換えて』（詞・曲：細見和之／歌：石塚俊幸）
- 『梅田嫌いのラストスパート』（詞・曲：細見和之／歌：石塚俊幸、細見和之、塚口徹）
- 『今回の震災に記憶の地層を揺さぶられて』（詞・曲：細見和之／歌：細見和之）
- 『生きることを恐れないで』（詞・曲：細見和之／歌：細見和之）
- 『サーカス』（詞：中原中也／曲：細見和之／歌：細見和之）
- 『あなたはあなたらしく』（詞・曲：石塚俊幸／歌：石塚俊幸、細見和之）
- 『家族の午後』（詞・曲：細見和之／歌：細見和之）
- 『手前の虹』（詞・曲：細見和之／歌：細見和之）
- 『かたつむりの唄』（詞・曲：細見和之／歌：細見和之）